# John Long (grimpeur)
John Long, né le 21 juillet 1953 à Indio, Californie est un grimpeur américain et écrivain. 
Dans les années 1970, Long est associé au groupe d'alpinisme californien Stonemasters, qui comprenait également d'autres grimpeurs tels que Jim Bridwell, Ron Kauk, John Bachar, Tobin Sorenson et Lynn Hill.
Il écrit l'idée du film Cliffhanger : Traque au sommet sorti en 1993, dont le scénario sera ensuite écrit par Michael France et Sylvester Stallone. 